# روپایدیها
روپایدیها (به انگلیسی: Rupaidiha) یک روستا در هند است که در ایالت اوتار پرادش واقع شده‌است.